# Zbigniew Frieman
Zbigniew Frieman (ur. 8 stycznia 1927 w Warszawie, zm. 21 marca 2019 w Łodzi) – polski altowiolista, dyrygent, kameralista, organizator życia muzycznego i pedagog. Były prodziekan Wydziału Instrumentalnego i kierownik Katedry Muzyki Kameralnej Państwowej Wyższej Szkoły Muzycznej (ob. Akademia Muzyczna im. Grażyny i Kiejstuta Bacewiczów) w Łodzi.

## Życiorys
W wieku siedmiu lat rozpoczął naukę gry na skrzypcach. Absolwent Szkoły Ćwiczeń przy Liceum Pedagogicznym im. Elizy Orzeszkowej w Grodnie (1939), uczeń filii szkoły muzycznej przy Instytucie im. Gniesinych w Moskwie (do 1941), a następnie Technikum Kolejowego w Taszkiencie. Lata II wojny światowej spędził w Związku Socjalistycznych Republik Radzieckich m.in. jako pracownik kolei.
Po zakończeniu działań wojennych powrócił do Polski i od 1946 r. kontynuował naukę gry na skrzypcach w Państwowej Wyższej Szkole Muzycznej w Łodzi. W tym czasie był również wychowawcą w obozie UNRRA, opiekującym się sierotami. W 1955 r. ukończył w łódzkiej PWSM studia w klasie altówki prof. Mieczysława Szaleskiego (dyplom z wyróżnieniem). Po studiach odbył staż stypendialny Ministerstwa Kultury i Sztuki w Moskwie i Leningradzie (ob. Petersburg).
W latach 1948–1958 sprawował funkcję koncertmistrza Orkiestry Polskiego Radia w Łodzi. W 1959 roku był jednym z założycieli Łódzkiego Kwartetu Smyczkowego, w którym działał do roku 1963. W tym roku wraz z Mirosławem Pietkiewiczem założył Łódzką Orkiestrę Kameralną „Pro Musica”, której był dyrygentem. W roku 1977 był kierownikiem artystycznym i konsultantem grupy instrumentów smyczkowych oraz dyrygentem zespołu kameralnego Teatru Wielkiego w Łodzi. W latach 1980–1981 pełnił funkcję dyrektora i kierownika artystycznego Toruńskiej Orkiestry Kameralnej. Jako dyrygent występował z orkiestrą Państwowej Filharmonii w Łodzi, koncertując m.in. z Haliną Czerny-Stefańską i Barbarą Hesse-Bukowską. Był również dyrygentem orkiestr festiwalowych i kursowych w Gourdon i w Łańcucie.

### Działalność pedagogiczna i organizacyjna
W latach 1947–1948 uczył w Państwowej Niższej Szkole Muzycznej w Łodzi, a od 1955 r. do lat 80. XX wieku w Państwowej Podstawowej Szkole Muzycznej i Państwowym Liceum Muzycznym w Łodzi.
Od roku 1957 prowadził klasę altówki w Państwowej Wyższej Szkole Muzycznej w Łodzi. Od 1958 r. pracował na stanowisku adiunkta, od 1965 – docenta, a od 1981 – profesora nadzwyczajnego. W 1990 roku otrzymał tytuł naukowy profesora zwyczajnego. Zajęcia w Akademii Muzycznej im. G. i K. Bacewiczów w Łodzi prowadził do roku 2013. Jego klasę altówki ukończyło ok. 100 absolwentów, w tym pedagodzy akademiccy oraz muzycy m.in. Filharmonii Narodowej, Orkiestry Sinfonia Varsovia, Capelli Cracoviensis, Filharmonii Łódzkiej im. A. Rubinsteina. Uczestniczył jako juror w Ogólnopolskim Konkursie Altówkowym im. J. Rakowskiego w Poznaniu, Międzynarodowym Konkursie Altówkowym w Budapeszcie i Ogólnopolskim Konkursie Lutniczym w Poznaniu. W latach 1994–1996 był członkiem Rady Wyższego Szkolnictwa Artystycznego.
W latach 1971–1978 sprawował funkcje prodziekana Wydziału Instrumentalnego PWSM w Łodzi., a w latach 1978–1979 – kierownika Katedry Muzyki Kameralnej tejże uczelni.
Od roku 1991 do roku 2002 był profesorem klasy altówki Akademii Muzycznej im. Feliksa Nowowiejskiego w Bydgoszczy.

## Życie prywatne
Był stryjecznym wnukiem Gustawa Friemana, polskiego skrzypka, kompozytora i pedagoga, oraz bratankiem Witolda Friemanna, Jego żoną była Maria Frieman, córka Wandy i Seweryna Pieniężnych.
Został pochowany na cmentarzu ewangelicko-augsburskim w Warszawie (aleja 64, grób 1a).

## Sukcesy artystyczne
- 1950 – III nagroda na Ogólnopolskim Międzyuczelnianym Konkursie Bachowskim w Poznaniu w dziale kwartetów.
- 1957 – III nagroda na Międzynarodowym Konkursie Altowiolistów w Moskwie.
- 1957 – II nagroda i specjalne wyróżnienie na Ogólnopolskim Konkursie Altowiolistów, Wiolonczelistów i Kontrabasistów w Warszawie.
- 1970 – złoty medal za wykonanie kompozycji współczesnej na Międzynarodowym Festiwalu Orkiestr Młodzieżowych im. Herberta von Karajana w Berlinie Zachodnim (wraz z orkiestrą „Pro Musica”)

## Odznaczenia i nagrody
- Krzyż Kawalerski Orderu Odrodzenia Polski
- Złoty Krzyż Zasługi
- Medal Komisji Edukacji Narodowej
- Złoty Medal „Zasłużony Kulturze Gloria Artis”
- Medal Ministerstwa Kultury i Turystyki (Francja)
- Złota Odznaka Stowarzyszenia Polskich Artystów Muzyków
- Odznaka „Zasłużony Działacz Kultury”
- Honorowa Odznaka Miasta Łodzi
- Nagroda Ministra Kultury i Sztuki I i II stopnia
- Nagroda Miasta Łodzi w dziedzinie kultury